# Glacis United Football Club
Il Glacis United Football Club è una squadra di calcio professionistica calcistica gibilterriana con sede nella città di Gibilterra. Milita nella Football League, la massima divisione del campionato gibilterriano.

## Storia
Il Glacis United nacque nel 1965. Sin da subito diventarono una delle squadre più forte e dominarono il campionato gibilterriano dagli anni '60 fino agli anni '80, vincendo 9 titoli consecutivi dal 1965 al 1974 e altri titoli consecutivi negli anni '80. Tuttavia, l'emergere del Lincoln Red Imps ha visto il declino del dominio del Glacis United.

## Organico

### Rosa 2024-2025
Aggiornata al 11 ottobre 2024.
| N. |                        | Ruolo | Calciatore       |
| -- | ---------------------- | ----- | ---------------- |
| 1  | Gibilterra (bandiera)  | P     | Jake Costello    |
| 2  | Gibilterra (bandiera)  | C     | Dion Carouana    |
| 3  | Gibilterra (bandiera)  | D     | Mark Worthington |
| 4  | Gibilterra (bandiera)  | C     | Haitham Tarrak   |
| 5  | Gibilterra (bandiera)  | D     | Joe Phillips     |
| 7  | Gibilterra (bandiera)  | C     | Colin Wilson     |
| 8  | Gibilterra (bandiera)  | D     | Rohan Marble     |
| 9  | Gibilterra (bandiera)  | A     | Luke Donovan     |
| 10 | Gibilterra (bandiera)  | A     | Ronan Harolds    |
| 11 | Gibilterra (bandiera)  | C     | Charlie Hudson   |
| 14 | Inghilterra (bandiera) | D     | Michael Bakare   |

| N. |                       | Ruolo | Calciatore          |
| -- | --------------------- | ----- | ------------------- |
| 15 | Gibilterra (bandiera) | A     | Adam Vernon         |
| 16 | Gibilterra (bandiera) | D     | Kian Casciaro       |
| 17 | Gibilterra (bandiera) | D     | Ethan Burton        |
| 20 | Gibilterra (bandiera) | C     | Cecil Prescott      |
| 23 | Gibilterra (bandiera) | D     | James Chiles-Cowell |
| 24 | Gibilterra (bandiera) | C     | Ewan Dale           |
| 25 | Gibilterra (bandiera) | C     | Ian Fesner          |
| 30 | Gibilterra (bandiera) | P     | Edward Curbell      |
| 33 | Italia (bandiera)     | A     | Harry O'Flynn       |
| 39 | Gibilterra (bandiera) | D     | Evan Lopez          |

## Allenatori e presidenti
| Allenatori - 1965-2015 ... - 2015-2016 Dani Amaya - 2016-2017 Manuel Jimenez Perez - 2017-2018 Mariano Marcos Garcia - 2018 Theo Vonk - 2018 Alfonso Cortijo - 2018-2019 Napo - 2019 Bennie Brinkman - 2019-2020 Michele Di Piedi - 2020 Paul Aigbogun - 2020-2021 Javier Sánchez - 2021-2023 Michele Di Piedi - 2023-2024 Claudio Racino - 2024-2025 Michael Bakare - 2025- Miguel Ángel Berlanga | Presidenti - ????-20?? Stephen Serrano - 2019-oggi Bennie Brinkman |

## Palmarès

### Competizioni nazionali
- Campionato gibilterriano: 17

1965-66, 1966-67, 1967-68, 1968-69, 1969-70, 1970-71, 1971-72, 1972-73, 1973-74, 1975-76, 1980-81, 1981-82, 1982-83, 1984-85, 1986-87, 1996-97, 1999-20
- Coppa di Gibilterra: 5

1975, 1981, 1982, 1997, 1998
- Supercoppa di Gibilterra: 1

2000
- Senior Cup: 13

1966, 1969, 1970, 1974, 1975, 1978, 1979, 1980, 1996, 1997, 2000, 2002

### Altri piazzamenti
- Coppa di Gibilterra:

Finalista: 2020-2021

## Statistiche e record

### Partecipazione ai campionati
| Livello | Categoria                  | Partecipazioni | Debutto   | Ultima stagione | Totale |
| ------- | -------------------------- | -------------- | --------- | --------------- | ------ |
| 1º      | Gibraltar Premier Division | 53             | 1965-1966 | 2018-2019       | 53     |